# Eltérően felosztott angol–magyar jelentésmezők listája
Ezen az oldalon az angol és magyar nyelv közt eltérően felosztott jelentésmezők részleges listája szerepel. 

Tudnivalók:
- Egy sorban egy szó csak egyetlen jelentésével szerepel (a szabadság szót egy sorban csak a ’rabság’ ellentéteként vehetjük fel, ’szünidő’ jelentésében csak egy újabb sorba), máskülönben nehezebbé válik a másik nyelvű megfelelők összevetése.
- Csak olyan szavak szerepelhetnek, amelyek közt egyértelműen körülhatárolható jelentéstani különbség van. Ahol csak stílusban vagy nyelvi rétegben van eltérés, vagy amelyek részben felcserélhetők (pl. idea/view/opinion), azok nem tartoznak ebbe a listába.
- A többjelentésű szavak konkrét jelentését sok esetben meg lehet határozni előtaggal vagy jelzővel (pl. konyhaasztal vagy íróasztal); ez nem akadálya a listában való szereplésüknek.
- Erre a listára csak a poliszémia esetei tartoznak, tehát ahol a jelentések (a mai beszélők számára is érzékelhető módon) összefüggenek. A homonímia esetei (vagyis ahol a szóalakok egybeesése véletlenszerű, pl. fine: ’remek’/’pénzbüntetés’, illetve nem jelez nyelvtől független közös jelentésmezőt, pl. medicine: ’gyógyszer’ / ’orvostudomány’) nem ide tartoznak.
- A különbség néha a megszámlálható-megszámlálhatatlan értelmű használatból adódik, amit pl. az angolban a névelő is tükröz, de a magyarban is megragadható pl. a sebesség szóval: Ennél nagyobb sebességgel itt nem érdemes menni. vs. Az ötből csak két sebessége működik jól.

## Többfelé osztott angol jelentésmező
Ez a szakasz a magyar szavak többfelé osztott angol jelentésmezőit mutatja. Az ellenkező listát, az angolnál többfelé osztott magyar jelentésmezőket lásd a következő szakaszban
| Ábécé szerinti tartalomjegyzék                                                                           |
| --- |
| A, Á B C Cs D Dz Dzs E, É F G Gy H I, Í J K L Ly M N Ny O, Ó Ö, Ő P Q R S Sz T Ty U, Ú Ü, Ű V W X Y Z Zs |

### A, Á
- alatt: under (konkrét/térben) / below (elvont/térben) / during (időben)
- árnyék: shade (napsütéstől védett tér) / shadow (alakzat)
- asztal: table (konyhai) / desk (irodai)

### B
- baba: baby (élő) / doll (játék)
- barack: peach (őszi-) / apricot (sárga-)
- bíró: judge (jogi értelemben) / referee (pl. labdarúgásban, amerikai futballban, jégkorongban, rögbiben, küzdősportokban) / umpire (pl. teniszben, baseballban, tekében, evezésben, vitorlázásban)[1]
- bogár: beetle (Coleoptera, korábbi nevükön „fedelesszárnyúak”) / bug (Hemiptera, félfedelesszárnyúak)[2]
- bőr: skin (szerv) / leather (előkészítve, ipari alapanyagként) / hide (irha – állaté, főleg nagyobb, merevebb formában) / pelt (nyersbőr – állaté, különösebb előkészítés előtt)
- busz: bus (helyi) / coach (távolsági)
- bűn: sin (vallásilag) / vice (erkölcsileg: gyarlóság) / crime (jogilag)

### C
- cél: purpose (indíték, szándék, megvalósítandó elképzelés) / aim (a remélt eredmény és az erre irányuló szándék) / goal (egyénileg kitűzött, nagyobb, távolabbi cél) / object (konkrét, bár nehezebben elérhető eredmény, igény) / objective (átfogóbb célkitűzés, üzleti v. politikai értelemben) / point (egy cselekedet értelme) / target (pontosan, akár számszerűen meghatározott cél) / design (tervszerű elgondolás) / end (főleg filozófiai értelemben: a kívánt eredmény, ami változásra indít) / idea (elgondolás, elképzelés, terv) / intention (szándék, törekvés konkrétan) / intent (szándék, cél elvontabban)

### Cs
- csavar: screw (facsavar) / bolt (fémcsavar, anyás csavar)
- csiga (állat): snail (sima) / slug (meztelen-)
- csoda: wonder (ritka, szokatlan, váratlan esemény) / miracle (természetfölötti vagy annak vélt esemény)

### D
- díj: prize (győzelemért, ill. általánosabban) / award vagy reward (elismerés)
- dinnye: watermelon (görög-) / cantaloupe (sárga-)

### E, É
- egér: mouse (sima) / gerbil (versenyegér)
- elég: quite (meglehetősen; abszolút) / enough/sufficient (kielégítő vmilyen célra; relatív)
- előadás: lecture (tudományos) / performance (színházi/zenei)
- előny: advantage (pozitív tulajdonság, ami kedvezőbb helyzetbe hozhat más, hasonló dolgokkal/személyekkel szemben) / benefit (amit vmiből nyerhetünk: egy hasznos tulajdonság és annak kihatása – nyereség, haszon)
- eper: strawberry (földi eper, szamóca) / mulberry (faeper)
- értékes: valuable (objektív) / precious (szubjektív)
- evező: oar (a csónakhoz van rögzítve villán, többnyire párban használatos, egyetlen lapátja van, és a rúd ellenkező végén fogják; menetiránnyal hátrafelé húzzák) / paddle (nincs rögzítve, két lapátja is lehet, a közepéhez közelebb fogják; előrefelé nézve használják)

### F
- fa: tree (élő) / timber (előkészítetlen, olykor még álló fa kéreggel) / lumber (feldolgozásra kész faanyag) / wood (feldolgozott fa mint tárgyak anyaga)[3]
- fejlődik, fejleszt: develop (alakul/alakít vmivé) / improve (jobbá válik/tesz)
- felakaszt: hang, hung, hung (tárgyat) / hang, hanged, hanged (embert) – csak a Simple Past és a Past Participle alakban különböznek
- felelős: responsible (általában, ill. erkölcsileg) / liable (jogilag) / accountable (számonkérhető)
- fenyő: fir  (jegenyefenyő) / pine (tűnyalábos fenyő) / spruce (lucfenyő)[4]
- feszültség: tension (húzásból, feszítésből eredő; átv. ért. előrevivő is lehet) / stress (nyomásból, szorításból eredő; átv. ért. alapvetően gátló hatású)
- fiú: boy (hímnemű gyermek) / son (ember hímnemű utóda)
- fölött: over (konkrét) / above (elvont)

### G
- gomba: fungus (formális, általános, illetve mint mikroorganizmus) / mushroom (kalapos gomba általában; alaptípusa a csiperke) / toadstool (kalapos gomba, inkább mérgező)
- görény: polecat (sima) / ferret (vadászgörény)

### Gy
- gyors, sebes: quick (rövid idő alatt történő) / fast (nagy sebességű) / rapid (szokatlanul gyors) / swift (könnyed, lendületes mozdulattal)

### H
- hagyma: onion (vörös- vagy lila hagyma), garlic (fokhagyma), shallot (mogyoróhagyma)
- hang: voice (emberé) / sound (bármely egyéb) / tone (hangzás, hangszín, dallam)
- héj: peel (általában) / skin (vékonyabb, pl. almán, krumplin, borsón), shell (keményebb, pl. tojáson, dión), rind (narancson, citromon, dinnyén; szalonnán, sajton), crust (kenyéren), husk, hull (rizsé, borsóé, hagymáé, kukoricáé) [* 1]
- hely: place / location (általában) / room (személy vagy tárgy számára)
- helyesírás: orthography (teljes körű) / spelling (csak a megfelelő betűk megválasztása, azonban központozás, kis/nagy betűk, betűrendbe sorolás nélkül)
- hús: flesh (általában) / meat (mint étel)

### I, Í
- idéz: quote (szó szerint) / cite (tartalmilag hivatkozik, főleg elismert forrásra)

### K
- kell: must (a beszélő vagy a hallgató igénye, szükséglete miatt) / have to (külső, mástól származó elvárás, követelmény miatt) / ought to (helyes vagy kötelező teendő, elvárás) / should (alkalmas, megfelelő vagy helyes) / need to (szükség vagy elvárás)
- kis, kicsi: small (kifejezetten méretre) / little (mennyiségre, korra, érzelmi kicsinyítés kifejezésére stb.) / short (kis, alacsony)
- konyha: kitchen (helyiség) / cuisine (főzésmód)
- kórus: choir (templomi) / chorus (operaházi, hangversenytermi)
- környezet: environment (a minket körülvevő világ, ill. mindaz, ami hatással van ránk) / surroundings (a közelünkben lévő tárgyak konkrétan)
- között: between (egyénileg, külön-külön, főleg kettő között) / among (csoportban, több között)

### L
- láb: foot (lábfej) / leg (lábszár)
- lány: girl (nőnemű gyerek) / daughter (ember nőnemű utóda)
- lila: purple (piros és kék kb. fele-fele keveréke sötétebb árnyalattal; mesterséges szín), violet (az előbbi és a kék közt félúton lévő, természetes szín), magenta (a purple-nél élénkebb, sötét rózsaszínhez hasonló, mesterséges árnyalat), fuchsia (az előbbivel gyakorlatilag megegyező szín), mauve (a magenta halvány változatánál kékesebb-szürkésebb árnyalat), lilac (a purple-nél világosabb, a mauve-nál sötétebb lila) – a magyarban az utóbbiaknak valamelyest megfeleltethető színnevek elsősorban a bordó, a bíbor, az ibolya, a mályva és a fukszia[5]

### M
- mag: seed (általában) / stone, pit, endocarp (csonthéjas termésekben a csontburok) / pip (húsos gyümölcsök kisebb magja, pl. almában, narancsban, citromban) / kernel (kemény mag belsejében, pl. pisztáciában, dióban, búzában) / core (mint termés központi kemény része vagy elvontan, pl. égitesté, szervezeté) / nucleus (sejtmag, atommag) / semen (férfi magja, ondó)
- majom: ape (emberszabású) / monkey (alacsonyabb rendű)
- már: already (állításban) / any more / any longerUS (tagadásban)
- marha: cattle (szarvasmarha) / [live]stock (élőállat általában)
- még: still (állításban) / yet (tagadásban)
- mell: breast (kebel) / chest (mellkas) / pec[toral]s (mellizom)
- menyasszony: fiancée (az esküvő előtt) / bride (az esküvő alatt)
- mint: as (valamilyen minőségben) / like (valamihez hasonlítva) / than (különböző mértéknél)
- minta: pattern (alakzat, mintázat) / model (követendő) / sample (kipróbálásra)
- mocsár (láp, ingovány, posvány, semlyék): swamp, marsh, bog, fen, moor, wetland, morass, quagmire, muskeg, slough, everglade
- mogyoró:  hazel (törökmogyoró, Corylus) / peanut (földimogyoró v. amerikaimogyoró, Arachis hypogaea)

### N
- nagy: big/large (főként méretre) / great (főleg átvitt értelemben) / grown up (felnőtt) / tall (magas, nagy)
- nehéz: difficult (inkább elvontan) / heavy (inkább fizikailag, de lehet elvontan is)

### Ny
- nyúl: hare (mezei) / rabbit (üregi/házi)

### O, Ó
- okos: clever (UK: értelmes, művelt, US: eszes, ügyes) / smart
- ok: cause (kiváltó ok) / reason (inkább ami megmagyaráz valamit)
- óra (szerkezet): watch (karóra) / clock (szerkezet) /
- orvos: physician (formálisabb, kb. orvos) / doctor (informálisabb, kb. doktor) / MD (= Medicinae Doctor = Doctor of Medicine; személynévben használt megjelölés)
- óvoda: preschool (alapszint, kb. 3–5 éveseknek) /  kindergartenUS (iskola-előkészítő, 5–6 éveseknek)

### P
- pad: bench (köztéri) / desk (iskolai) / pew (templomi)
- pár: pair (azonos vagy összeillő dolgok) / couple (együtt lévő ember/állat, illetve néhány)
- part: bank, shore, coast, beach
- politika: politics (közélet, ill. tudományterület) / policy (eljárásmód v. irányelv)
- pontos: accurate (közel esik a tényleges értékhez), precise (a közelítései kevéssé térnek el egymástól), punctual (időben), exact (közelítés nélkül egyezik)
- por: dust (szennyeződés) / powder (valamilyen célra használt por)

### R
- rágalom/rágalmaz: slander (szóban), libel (írásban, nyomtatásban)
- rák (állat): crab (tarisznya-) / lobster (tengeri) / shrimp (garnélarák)[6] / prawn (fűrészes garnélarák)
- répa: (root) parsley (fehérrépa) / carrot (sárgarépa, murok)
- rossz: wrong (téves) / bad (hátrányos, rosszindulatú)

### S
- sertés, disznó: pig (informálisabb megnevezés, inkább fiatalabb állatra, illetve szitokszó), pork (mint húsfajta), swine (formálisabb megnevezés, illetve szitokszó), hog (hízó), sow (koca), boar (kandisznó, vaddisznó)

### Sz
- szabadság: freedom (általában) / liberty (politikailag) / leave (engedélyezett távollét munkában/szolgálatban)
- számla: receipt (blokk) / bill (éttermi, szállodai) / invoice (hivatalos, átutalandó) / account (pl. bankszámla)
- szekrény: cabinet (általános) / wardrobe, armoire vagy closet (ruhás) / cupboard (konyhai) / locker (közösen használt helyiségben lévő, zárható) / chest of drawers (komód, fiókosszekrény) / chifforobe (a chest of drawers és a wardrobe kombinációja)
- szeret: like (kedvel, tetszik neki) / love (szeret, szerelmes, imád [kedvest, családtagot, Istent])
- szobor: sculpture (általános) / statue (nagyobb és ember(eke)t vagy állato(ka)t ábrázol)

### T
- tankönyv: textbook (főleg szövegekkel, általánosságban) / course book (szövegek mellett egyéb anyagokkal, főleg konkrét kurzushoz, tanmenethez)
- tanul: learn (megtanul, elsajátít vmit; valamely új ismeretre, készségre sikeresen szert tesz) / study (időt, figyelmet, energiát szán vmire, tanulással foglalkozik, ezzel tölti az idejét, abból a célból, hogy majd végül elsajátítson valamit)
- teáskanna: tea pot (tálaláshoz, ill. tároláshoz) / tea kettle (vízforraláshoz)
- teknős: turtle (vízi) / tortoise (szárazföldi) / terrapin (dobozpáncélú)
- tiszta: clean (higiéniai értelemben) / clear (átláthatóság értelmében) / pure (hamisítatlanság, romlatlanság értelmében)
- tó: lake (normál) / pond (kisebb)

### U, Ú
- ujj: thumb  (hüvelyk-) / pinkie (kis-) / finger (általános) / toe (lábujj) / sleeve (ruhaujj)

### Ü, Ű
- ügyvéd: solicitor (alsóbb szintű) / barrister (felsőbb szintű) / lawyer (általánosabb)
- üveg: bottle (mint tárolóedény: palack) / glass (mint anyag)

### V
- véd: protect (ártalomtól, kártól, sérüléstől) / defend (támadástól)
- verseny: competition (teljesítményt vet össze) / contest (szépséget vet össze) / race (sebességet vet össze)
- vőlegény: fiancé (az esküvő előtt) / (bride)groom (az esküvő alatt)

## Többfelé osztott magyar jelentésmező
Ez a szakasz az angol szavak többfelé osztott magyar jelentésmezőit mutatja. Az ellenkező listát, a magyarnál többfelé osztott angol jelentésmezőket lásd az előző szakaszban

### B
- ball: golyó / labda[7]
- bell: harang / csengő
- bite: (meg)harap / (meg)mar (kígyó) / (meg)csíp (rovar)
- breathe: lélegzik / szuszog
- brother: öcs / báty
- brush: ecset / kefe

### C
- cake: sütemény / torta
- cheating: csalás (megcsalás is) / puskázás[8] / bliccelés
- cherry: cseresznye / meggy
- country: ország / vidék

### D
- deer: szarvas / őz
- drop: ledob / leejt / leesik[* 2]

### E
- egg: tojás / pete

### F
- falcon: (kisebb termetű) vércse / (nagyobb termetű) sólyom
- fight: harcol; verekedik / veszekedik
- float: lebeg / úszik (sodródik vízen vagy levegőben)
- floor: szint, emelet / talaj, padló
- fruit: gyümölcs / termés

### G
- great reed warbler: (kisebb) nádiposzáta / (nagyobb) nádirigó / sitke

### H
- hair: haj / szőr
- history: történelem / vminek a története
- home: itthon / otthon (attól függően, honnan nézzük)

### I
- ice cream: fagylalt / jégkrém
- interpret: értelmez / tolmácsol

### K
- know: tud / ismer

### L
- law: törvény (egyes törvények, ill. a törvény mint szabályozás) / jog (a jogtudomány egésze)
- light: könnyű / világos
- love: szeretet / szerelem[* 3]

### M
- magic: varázslat/varázslás (természetfeletti képesség) / bűvészet (az előadó-művészet egy fajtája)
- man: ember / férfi
- morning: reggel / délelőtt

### N
- nut: mogyoró / dió / szelídgesztenye

### O
- oath: eskü / káromkodás[* 4]
- old: öreg / régi

### Q
- queen: királynő / királyné

### R
- red: piros / vörös
- rent: kibérel / bérbe ad

### S
- save: ment [embert, fájlt] / megtakarít [pénzt, fáradságot]
- sell: árul / elad
- short: rövid / alacsony
- sister: húg / nővér
- soup: leves / főzelék
- spoil: elront / elkényeztet
- swear: káromkodik / esküszik[* 4]

### T
- temperature: hőmérséklet / hőemelkedés, láz
- thin: vékony / híg
- think: gondol / gondolkodik

W
- which: melyik? / hányadik?
- win: nyer (játékban) / győz (harcban, küzdelemben)

Y
- you: te / ti / ön / önök / maga / maguk